# Så tuktas kärleken
Så tuktas kärleken är en svensk dramafilm från 1955 i regi av Kenne Fant.

## Handling
Engelsklärarinnan Eva Hallström har gett ut en diktsamling. I staden undrar man över vem den unge älskaren i dessa kärleksdikter kan tänkas vara. På skolan där Eva arbetar har också en mindre "skandal" uppdagats, eleverna Ulla och "Geniet" har fått barn.

## Rollista
- Karin Ekelund - Eva Hallström, engelsklärarinna
- Folke Sundquist - Per Grinnan
- Jane Friedmann - Kerstin
- Holger Löwenadler - rektor Hallström
- Ernst Eklund - läkaren
- Olof Widgren - "Munken"
- Marianne Löfgren - Selma
- Douglas Håge - Pers far
- Tommy Nilson - "Geniet"
- Meg Westergren - Ulla
- Ragnar Falck - Kerstins far
- Renée Björling - Pers mor
- Olav Riégo
- Signhild Björkman
- Christian Bratt
- Börje Mellvig
- Curt Löwgren
- Sten Mattsson
- Sten Hedlund
- Björn Berglund
- Bo Montelius
- Astrid Appelberg
- Gösta Krantz
- Sven Melin

## Om filmen
Filmen hade premiär den 26 oktober 1955 på Grand i Stockholm.